# Esperantská Wikipedie
| Esperanto |  |
| |  |
| Jazyk |  |
| |  |
| - Akademie esperanta - Gramatika - Slovníky - Esperantologie - Abeceda - Číslovky - Fundamento - lernu! - Letní škola esperanta                                                                             |  |
| |  |
| Organizace |  |
| |  |
| - UEA - TEJO - E@I - EEU - SAT - Český esperantský svaz - Česká esperantská mládež - Esperantské kluby - Katolíci                                                                                           |  |
| |  |
| Dějiny |  |
| |  |
| - Ludvík Lazar Zamenhof - Časová osa - Buloňská deklarace - Ido-schizma - Krize ata/ita - Neutrální Moresnet - Interhelpo - Pražský manifest - Bona Espero - Esperantské město                              |  |
| |  |
| Kultura |  |
| |  |
| - Esperantská setkání - Pasporta Servo - Hudba - Rozhlas - Finvenkismus - Homaranismus - Kabei - Politika - La Espero - Stelo - Symboly (vlajka) - UK - IJK - Esperantista - Rodilí mluvčí - Zamenhofův den |  |
| |  |
| Literatura |  |
| |  |
| - Autoři - Esperantské časopisy - Esperantské slovníky - PIV - Wikipedie - KAEST |  |
| |  |
| Úhly pohledu |  |
| |  |
| - Propedeutická hodnota - Srovnání s idem - Srovnání s interlinguou - Reformy - Odpor vůči esperantu |  |

Esperantská Wikipedie byla založena v listopadu 2001 jako 11. jazyková verze celosvětové encyklopedie Wikipedie. Za jejího zakladatele je považován americký esperantista Chuck Smith, krátce po svém vzniku byla v červenci 2002 s 3100 články desátou největší wiki na světě. Esperantisté se podíleli i na založení několika dalších jazykových verzí Wikipedie (české, slovenské, osetské, svahilské a gruzínské). Zavedení podpory esperantské abecedy na Wikipedii v lednu 2002 otevřelo cestu abecedám dalších jazyků a uspíšilo přechod celé encyklopedie ke standardu Unicode.
V srpnu 2024 obsahovala přes 357 000 článků a pracovalo pro ni 12 správců. V počtu článků to byla 37. největší Wikipedie. Registrováno bylo přes 226 000 uživatelů, z nichž bylo asi 302 aktivních. Podle původu redaktorů je Esperantská Wikipedie ze všech jazykových verzí nejmezinárodnější. Esperantská Wikipedie je také vůbec největší encyklopedií psanou v umělém jazyce.
V roce 2019 bylo zobrazeno okolo 22,3 milionu dotazů. Denní průměr byl 61 142 a měsíční 1 859 722 dotazů. Nejvíce dotazů bylo zobrazeno v lednu (2 737 689), nejméně v červnu (1 482 150). Nejvíce dotazů za den přišlo ve čtvrtek 31. ledna (481 096), nejméně v pondělí 23. prosince (30 084).

## Encyklopedie v esperantu
Esperantská Wikipedie volně navazuje na tradici Encyklopedie esperanta (Enciklopedio de Esperanto) vydané v papírové podobě v roce 1934 v Budapešti, jejíž články zachycující stav esperantské komunity po několika desetiletích jejího vývoje byly prací českého esperantisty Miroslava Malovce všechny vloženy do esperantské Wikipedie.
Esperantská Wikipedie začínala se 139 základními hesly internetové Encyklopedie kalblandské (Enciklopedio Kalblanda), které po dohodě s jejím autorem do Wikipedie vložil Chuck Smith, který poté také podnikl cestu po Evropě s cílem zpopularizovat Wikipedii mezi uživateli esperanta v různých zemích. O Wikipedii tak např. už v listopadu 2002 přednášel i na Konferenci o užití esperanta ve vědě a technice v Dobřichovicích.
Při příležitosti desátého výročí vzniku Esperantské Wikipedie hostilo v říjnu 2011 Muzeum esperanta ve Svitavách mezinárodní setkání jejích redaktorů pod názvem Esperantská Wikimánie.

## Vztahy k české a slovenské Wikipedii
Vznik esperantské Wikipedie je významný také pro později vzniklé Wikipedie českou a slovenskou: První překlad hlavní stránky Wikipedie do češtiny vytvořil esperantista Miroslav Malovec právě na popud tvůrce esperantské Wikipedie Chucka Smithe. Podobně na počátku slovenské Wikipedie stál slovenský esperantista Viliam Búr.
Zajímavým dědictvím faktu, že česká Wikipedie byla přeložena z esperanta, je české slovo „wikipedista“ používané v prostředí české Wikipedie jako označení jejích redaktorů, zatímco na anglické Wikipedii se redaktoři označují slovem „user“ (odpovídá českému „uživatel“). Slovo „wikipedista“ je inspirované esperantským „vikipediisto“ (odvozenina vzniklá z názvu „Vikipedio“ příponou „-isto“), ačkoliv toto slovo se od roku 2010 již v esperantské Wikipedii nepoužívá pro označení příslušného názvového prostoru v projektech Nadace Wikimedia (zůstává však běžnou součástí jazyka).
Esperantem inspirované je také samotné české pojmenování této encyklopedie, kterou Miroslav Malovec v analogii s esperantským „Vikipedio“ (veškerá podstatná jména v esperantu mají koncovku „-o“) nazval česky „Wikipedie“ (podle slova „encyklopedie“), na rozdíl od většiny jiných jazykových verzí (např. německé), které si ponechaly anglické „Wikipedia“ (ačkoliv německy je „Enzyklopädie“).
V roce 2012 provedli uživatelé z České republiky 6,9 % editací v článcích esperantské Wikipedie, což dělá z českých esperantistů sedmou nejaktivnější skupinu.